# Prionocidaris hawaiiensis
Espèce
Synonymes
- Leiocidaris hawaiiensis (A. Agassiz & H.L. Clark, 1907)
- Stephanocidaris hawaiiensis A. Agassiz & H.L. Clark, 1907

Prionocidaris hawaiiensis est une espèce d'oursins de la famille des Cidaridae, endémique d'Hawaii.

## Description
C'est un oursin de taille moyenne, dont le test (coquille) mesure entre 5 et 8 cm. Il est caractérisé par ses radioles (piquants) peu nombreuses, mais particulièrement longues (pouvant dépasser le diamètre du test), épaisses et robustes ; elles sont de forme cylindrique et barbelées d'épines secondaires sur toute leur longueur. Les plus récentes sont de couleur crème, annelées de rouge sombre, et les plus anciennes (situées à partir de la moitié inférieure) sont généralement couvertes d'épibiontes qui les font paraître grisâtres et rugueuses, et leurs spicules sont plus prononcées. Le test est couvert de radioles secondaires courtes en forme d'écailles, généralement rose, violet ou rouge foncé.

### Caractéristiques morphologiques
Le test est relativement grand, moyennement mince et fragile. Le disque apical, monocyclique, représente 40-50 % du diamètre du test. Les plaques génitales sont toutes similaires en taille. Les interambulacre comptent jusqu'à 12 plaques par série. Les tubercules les plus adapicaux peuvent avoir une trace de crénulation de leur côté adapical. Les aréoles sont ovales, incisée, séparées par des cercles scrobiculaires sauf juste à côté du péristome. Les tubercules scrobiculaires sont à peine différenciés. Le péristome est un peu plus petit que le disque apical. Les plaques Interradiales ne parviennent pas tout à fait au péristome. Les radioles primaires sont longues et relativement minces ; elles présente un collier et un cou court ; elles sont délicatement spiculées avec une corticale de poils fins. Les radioles secondaires sont aplaties.

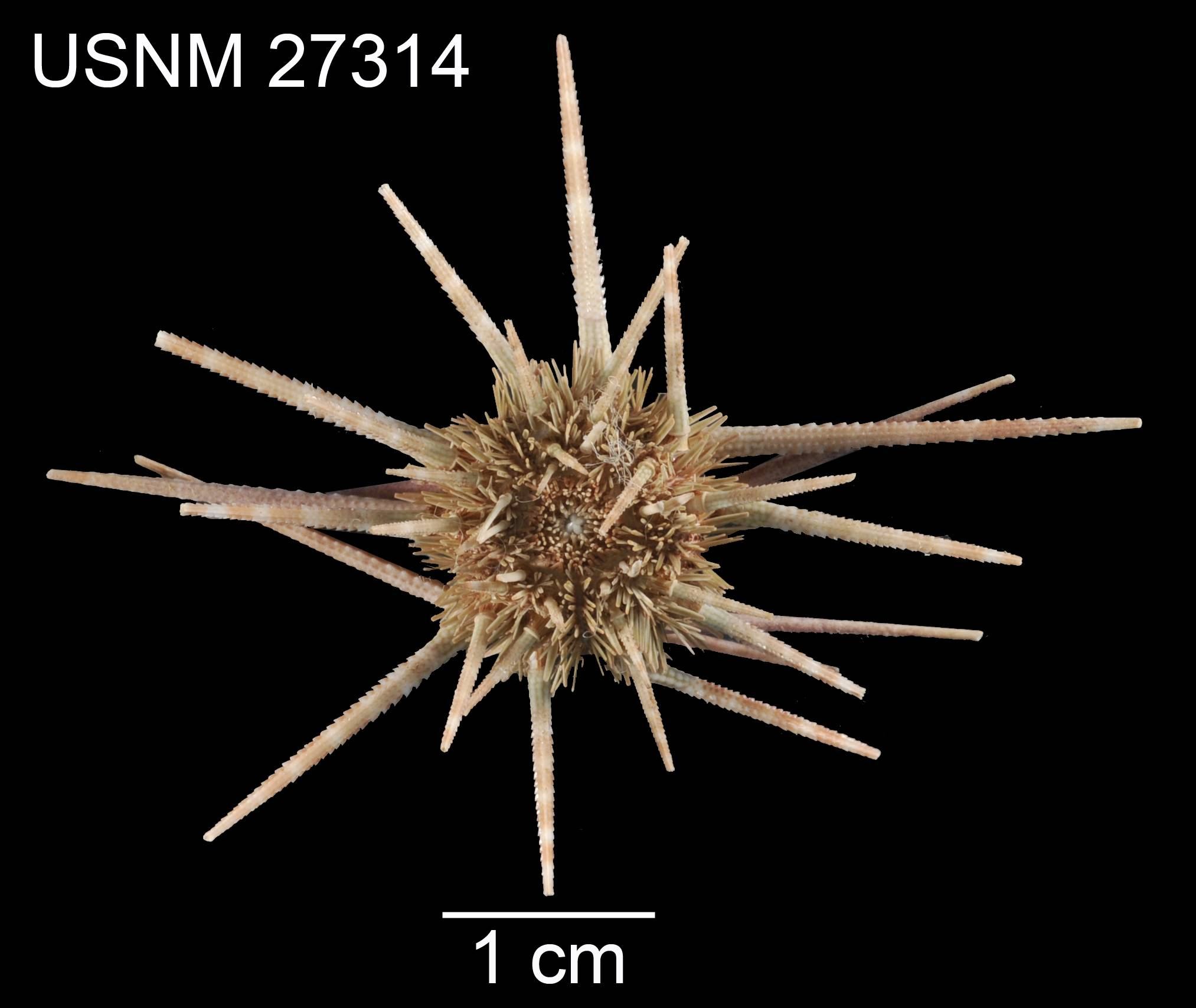
Face orale
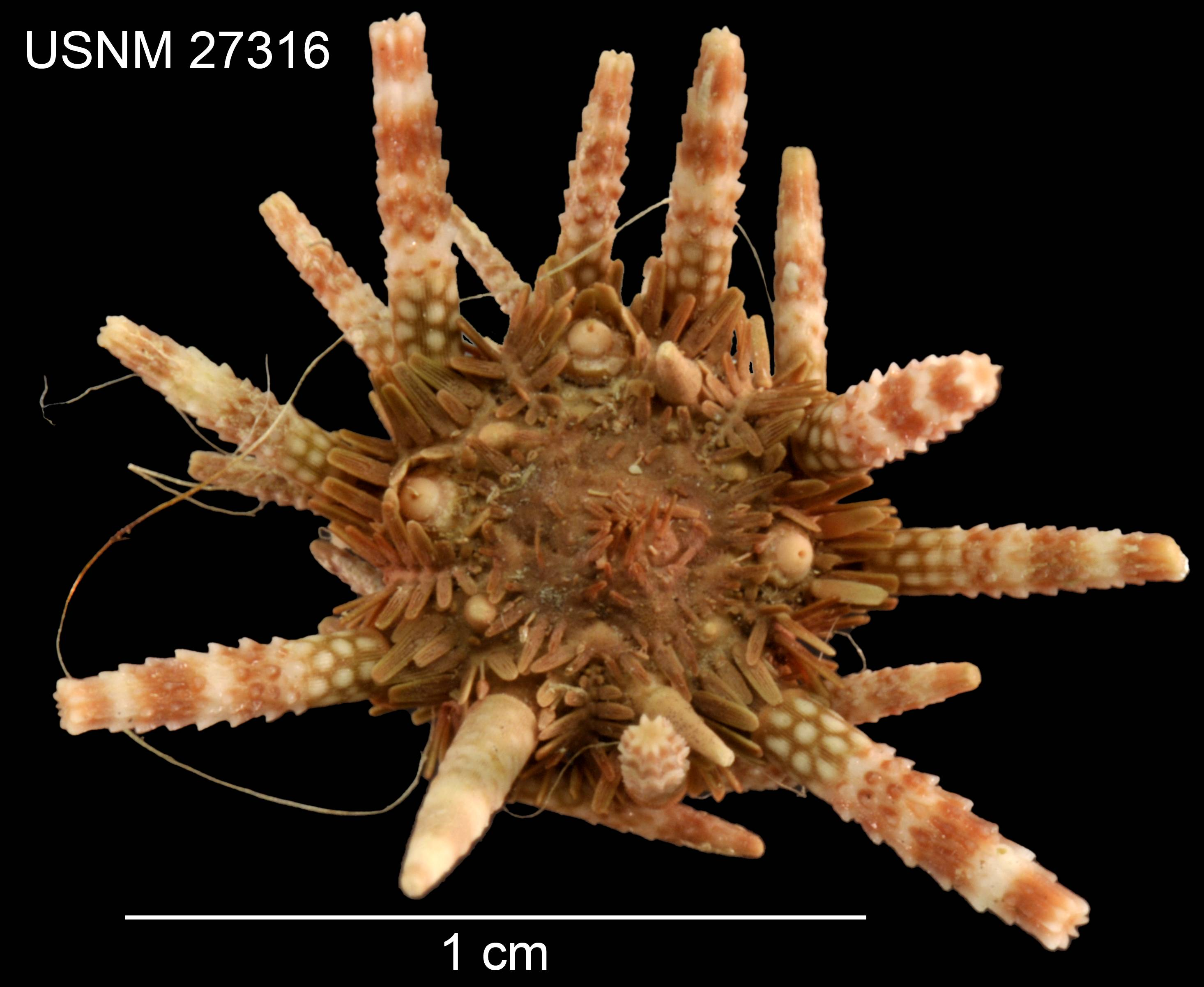
Jeune individu
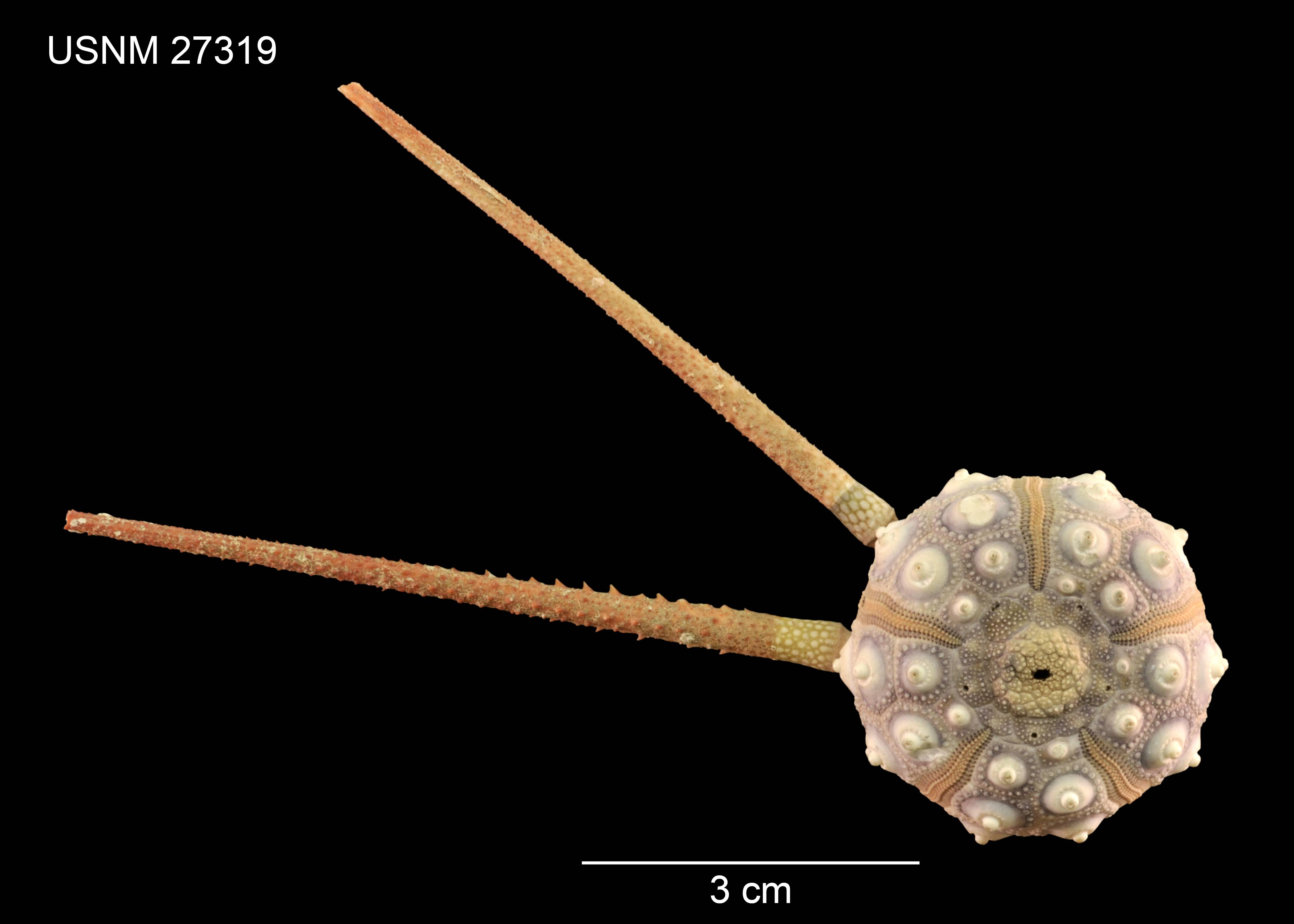
Test nettoyé.

## Habitat et répartition
Cet oursin est endémique de l'archipel d'Hawaii, où il vit en grande profondeur : ils peuvent former des agrégations d'une densité impressionnante entre 92 et 214 m de fond.

## Écologie et comportement
Ce sont des oursins cryptiques et sciaphiles, qui vivent cachés pendant la journée à grande profondeur ou dans des cavités ombragées, dont ils ne sortent que la nuit pour se nourrir. Leur régime est très omnivore : algues, corallinales, éponges, débris, charognes... Ils broutent le substrat situé en dessous d'eux avec leur puissant appareil masticateur (appelé « Lanterne d'Aristote »), placé au centre de la face orale.
La reproduction est gonochorique, et mâles et femelles relâchent leurs gamètes en même temps en pleine eau, où œufs puis larves vont évoluer parmi le plancton pendant quelques semaines avant de se fixer.

## Nom Vernaculaire
En anglais, il est appelé Rough-spined urchin.